# Lyes Saïdi
Lyes Said est un footballeur algérien né le 24 août 1987 à Sidi Aïch dans la wilaya de Béjaia. Il évoluait au poste de milieu défensif.

## Palmarès

### En club
- Vice-champion d'Algérie en 2009 avec la JS Kabylie.
- Vainqueur de la coupe d'Algérie en 2011 avec la JS Kabylie.

### Carrière internationale
- Vainqueur de la Coupe du monde militaire en 2011 avec l'Algérie.